# Zoco Municipal de Córdoba
El Zoco Municipal de Córdoba, también conocido como Mercado de la Artesanía, es uno de los espacios más característicos de la ciudad andaluza de Córdoba, España, donde se promueve la artesanía local. Se encuentra enmarcado dentro del centro histórico de Córdoba, declarado Patrimonio de la Humanidad, específicamente en el barrio de la Judería, muy cerca de la Mezquita y de la Sinagoga.
La palabra zoco proviene del árabe suq, que significa «mercado», el uso que se le pretendía dar promoviendo la artesanía local.

## Historia
El edificio que actualmente alberga el Zoco Municipal es una antigua casa solariega construida en el siglo XVI que perteneció a la familia de los Armenta. Una vez que esta familia se trasladó al palacio del duque de Medina Sidonia, fue adquirida por la familia Góngora, donde vivieron el poeta Luis de Góngora con sus padres, sus hermanos y sus abuelos. La propiedad del mismo pasó a su hermano menor Juan de Góngora, veinticuatro de la ciudad, quien más tarde la cedió por mayorazgo a los duques de Almodóvar y de Hornachuelos. En el siglo XVIII se convirtió en la Casa de las Bulas, donde los ciudadanos podían adquirir las bulas de la Santa Cruzada, hecho bastante común en la época, hasta finales del siglo XIX cuando se convirtió en patio de vecinos. 
En 1953, el Ayuntamiento de Córdoba, bajo la alcaldía de Antonio Cruz-Conde, adquiere el edificio por 350.000 pesetas a Enrique Salinas Anchelerga, quien lo tenía cedido a treinta y una familias que vivían míseramente; y otra parte en 1954 a Nicolás Cañero. Las familias fueron reubicadas y comenzó una intensa restauración por el arquitecto José Rebollo Dicenta para la creación del denominado Museo Municipal de Artesanía y Artes Cordobesas. Dicha institución pretendía promover la artesanía local, como el cordobán y el guadamecí, la tauromaquia y el flamenco al turismo incipiente, siendo inaugurado durante la Feria de Córdoba el 28 de mayo de 1954. No obstante, el Zoco Municipal no sería inaugurado hasta el 17 de mayo de 1956, considerándose como el primer mercado artesano de España.
En la década de 1970 el museo y el mercado artesanal entra en declive y muchos toreros empiezan a retirar los objetos en préstamo. Unos años más tarde, el entonces alcalde Julio Anguita, viendo el potencial que podría tener el espacio, inaugura un nuevo museo en 1983, aunque ahora bajo la denominación de Museo Taurino de Córdoba. Desde entonces, el edificio ha quedado dividido entre el Museo Taurino y el Zoco Municipal, siendo dos espacios diferenciados. El 21 de junio de 1986 el alcalde Herminio Trigo inaugura los talleres existentes cedidos a diez artesanos locales y un año después se establece como sede de la Asociación Cordobesa de Artesanos.

## Descripción
El espacio tiene dos entradas: una por la calle Averroes y otra por la calle Judíos, esta un poco más estrecha que la primera. El patio sobre el que está configurado el zoco es rectangular y está distribuido en dos plantas. El edificio primigenio está construido en estilo mudéjar, mientras que el resto del edificio muestra un típico patio cordobés. 
Los artesanos cordobeses continúan realizando la artesanía típica a mano, especialmente notable es la platería, la técnica de la filigrana, el cuero típico llamado cordobán y la cerámica. Normalmente suele haber un guitarrista que anima el ambiente del recinto, mientras que se siguen realizando cantes flamencos, especialmente en el mes de mayo.